# المشرط (تمر)
المشرط بسكون الميم والفتح والشد على الراء هو نوع من أنواع التمور التي تتميز بها منطقة الساورة يؤكل بسرا(رطب) 